# Đerać
Đerać (cyr. Ђераћ) – wieś w Serbii, w okręgu morawickim, w gminie Lučani. W 2011 roku liczyła 48 mieszkańców.